# Jacques Wiehe
Jacques Emil Wiehe, född den 23 juni 1860 i Köpenhamn, död där den 21 maj 1910, var en dansk skådespelare, yngste son till Anton Wilhelm Wiehe och gift med skådespelerskan Emma Wiehe.
Wiehe debuterade den 11 maj 1884 som Bernardo i Hamlet på Det Kongelige Teater och uppträdde de kommande åren på privatscenerna som lyriker, tills han på Dagmarteatret fann sitt rätta konstnärliga uttryck i franska lustspel och farser. På detta område blev Wiehe mycket populär och framkallade stora skrattsalvor i roller som Godfroid i Sovevaggonen och Marcinelle i Et Piskesmæld. Wiehe var också en duktig bonvivant- och karaktärsskådespelare (Jensen i Familien Jensen; Svend i Tante Cramers Testamente); hans tidiga död innebar en verklig förlust. Han uppträdde sista gången den 13 maj 1910 som Chémineau i Kampen for Tilværelsen på Casino.